# Babenham
Babenham est une localité autrichienne. Elle fait partie de la commune de Lochen du district de Braunau am Inn en Haute-Autriche.